# Веб 1.0

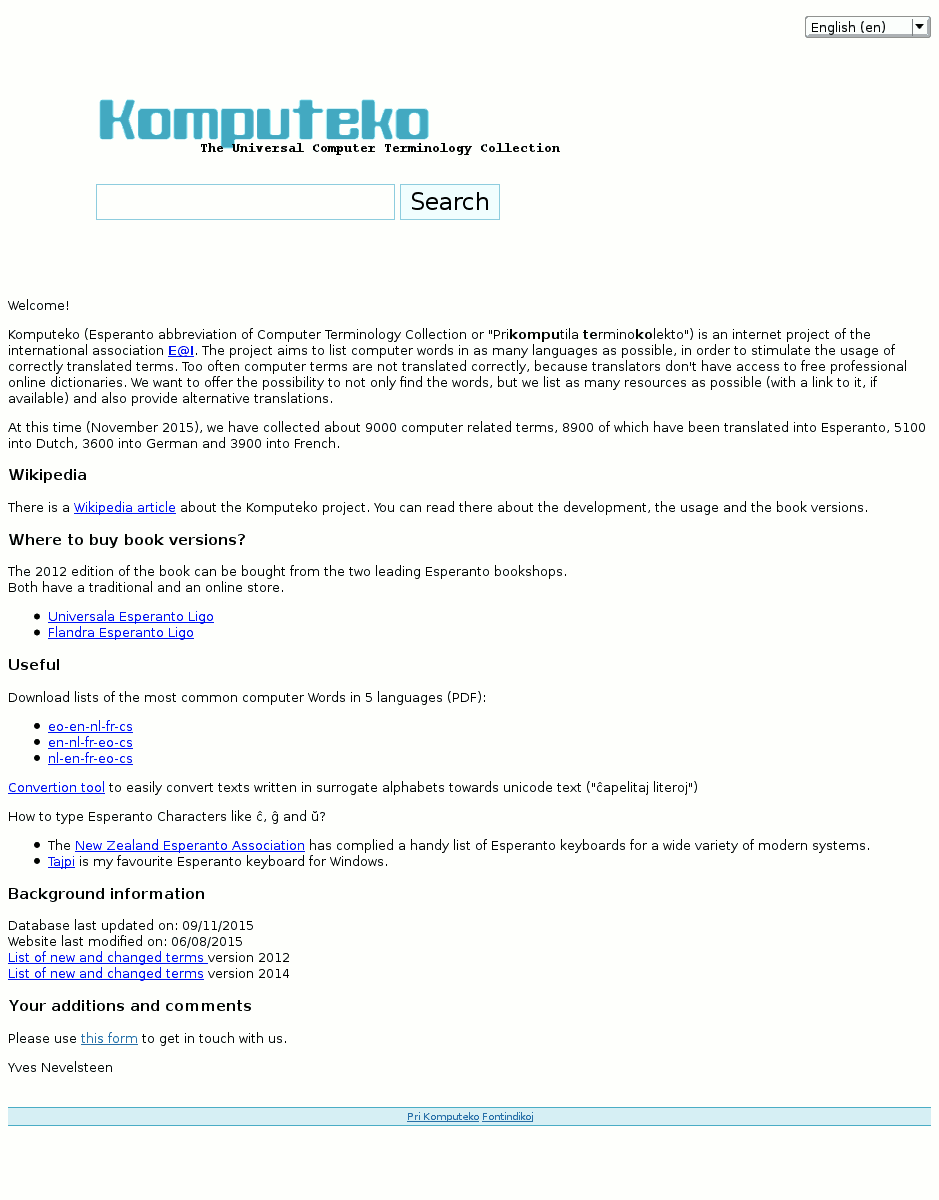
Дизайн сайта эпохи Web 1.0

Web 1.0 является ретронимом понятия, которое относится к статусу WWW и любому стилю дизайна веб-сайта, используемому перед появлением термина Web 2.0. Это — общий термин, который был создан, чтобы описать Сеть до пузыря доткомов в 2001 году, который был отмечен многими как поворотный момент для Интернета.
Самой простой формулировкой смысла Web 1.0, скорее всего, следует считать «тот Web, который был до Web 2.0». Это обычная практика — сравнение сайтов по типу используемых технологий.
Терри Флю в 3-й редакции New Media описал разницу между Web 1.0 и Web 2.0 такими словами:

развитие от персональных страниц до блогов и блог-агрегаторов, от простой публикации материалов до участия и обсуждения, от содержимого сайта, как результата больших инвестиций — к интерактивному процессу накопления информации, и от систем управления содержимым (CMS) до систем, основанных на ссылочных тегах (folksonomy)

Флю полагал, что вышеупомянутые факторы как раз и сформировали основные изменения в тенденциях, которые привели к началу повального увлечения Web 2.0.
Сдвиг от Web 1.0 к Web 2.0 особенно заметен в результате технологических улучшений, которые включали такую адаптацию Интернет-технологий как широкополосная сеть, улучшенные браузеры, Ajax, увеличение платформ приложений Flash и массовое развитие виджетов (таких как Flickr и значки YouTube).
Помимо технологических корректировок Интернета, переход от Web 1.0 к Web 2.0 является прямым результатом изменений в поведении тех, кто использует Всемирную Паутину. Основные тенденции Web 1.0 включали заботы о проблемах безопасности и приватности в одностороннем потоке информации, через веб-сайты, содержащие материал «только для чтения».
Характерным для Web 1.0 также являлись компьютерная неграмотность широких масс и распространённость медленных типов подключения к Интернету, вдобавок к ограничениям самого Интернета. Теперь, во время Web 2.0, использование Сети может быть представлено как децентрализация содержания веб-сайта, которое, помимо традиционных потребителей, является ещё и производным от «восходящего»,[прояснить] со многими пользователями, участвующими в процессе добавления и коррекции информации.

## Элементная база сайта,типичнаядля Web 1.0
Термин типичная употребляется здесь в обобщающем смысле — совершенно не обязательно, что для любой страницы Web 1.0 были присущи все элементы списка. Но, как правило, общая тенденция и большая часть элементов присутствовала.
Пожалуй, лучше всего сформулировать список элементной базы, которая являлась типичной для Web 1.0, можно на основании списка того, с чем боролись последователи Web 2.0, а именно:
- Технологии:
  - Содержимое сервер получал из файловой системы, а не из базы данных, зачастую никак не преобразовывая. Так что при появлении нового пункта меню приходилось править все страницы.
  - Бедная гипертекстовая разметка (большая часть контента де-факто являлась простым текстом, зачастую пренебрегавшим правилами HTML[3]).
  - Вёрстка меню, наполнения и дополнительных материалов с помощью фреймов[4] или таблиц. Использование «GIF-распорок», чтобы дизайн выглядел правильно.
  - Использование специфичных тегов HTML — следствие редактирования страниц в WYSIWYG-редакторах, встроенных в конкретный браузер или сторонников конкретного браузера-участника «войны браузеров».
  - Использование информеров (погода, курс доллара и т. д.) вместо агрегации информации средствами CMS.
  - Указание конкретного разрешения монитора, при котором дизайн сайта отображается корректно (не вылезает за пределы страницы, не разъезжается форматирование).
  - Крайне редкое и непопулярное использование стилей CSS при оформлении страниц сайта.
  - Java-апплеты и элементы управления ActiveX для придания интерактивности.
- Функциональность:
  - Статичные страницы, редактируемые одним человеком — владельцем сайта[5].
  - Гостевые книги, форумы или чаты как попытка придания интерактивности.
  - Выбор кодировки текста. Иногда сайты в разных кодировках не совпадали, или на одной странице оказывался текст в двух разных кодировках.
- Дизайнерские решения:
  - Кнопки (баннеры) формата GIF, обычно 88×31 пикселей, в качестве указания поддерживаемых браузеров.
  - Использование ярких цветов и материальных текстур (дерева, мрамора и прочих)[6]. При этом сайты, например, по Doom или Duke Nukem 3D пользовались текстурами, вытянутыми из этих игр.
  - Использование безопасных цветов Netscape.
  - Использование сплэш-страниц — страниц с яркой картинкой без всякой функциональности. Зачастую на этой же странице был выбор кодировки.
  - Широкое использование анимированного GIF.